# Wszystko jest poezja
Wszystko jest poezja. Opowieść rzeka – dzieło Edwarda Stachury, wydane w 1975 roku. Należy do gatunku prozy eseistycznej. Książkową publikację utworu poprzedził odcinkowy druk w „Miesięczniku Literackim”.
W utworze bieg akcji nadaje narrator, z którym utożsamiony jest sam pisarz, Edward Stachura. Tematyka dzieła obejmuje osobiste przemyślenia i refleksje autora, a tłem dla nich są jego własne podróże oraz codzienne zmagania z rzeczywistością. Pisarz nagina zasady literackie i testuje różne formy gatunkowe, a ta powieść jest jedną z tych prób, nazywana przez niego samego życiopisaniem. W powieści autor stwarza pozaliteracką koncepcję literatury, którą odszukuje na podstawie obserwacji otaczającego go świata. We Wszystko jest poezja. Opowieść rzeka Edward Stachura ogłasza własną, określoną filozofię, mającą ujednolicić formułę Wszechświata poprzez podjęcie opisu ludzkiego losu oraz nakreślenia norm moralnych.
W przedostatnim rozdziale dzieła („Rzeka”) autor formułuje „przepis” na bycie poetą, ujęty w sześciu punktach (oznaczonych numerem 1., ponieważ wszystkie są jednakowo ważne).